# Azmi Ghouma
Azmi Ghouma (arabe : عزمي غومة), né le 27 février 1998, est un footballeur tunisien évoluant au poste d'arrière gauche au Pharco FC.

## Biographie
Il commence sa carrière avec le Club sportif sfaxien, où il passe par toutes les catégories de jeunes.
Fin 2021, il signe un contrat avec l'équipe du Pharco FC jusqu'en 2025.

## Palmarès
Club sportif sfaxien
- Coupe de Tunisie (2) : 2019, 2021[2].